# Polypoetes tenebrosa
Polypoetes tenebrosa är en fjärilsart som beskrevs av W. Warren 1907. Polypoetes tenebrosa ingår i släktet Polypoetes och familjen tandspinnare. Inga underarter finns listade i Catalogue of Life.